# The Coast (journal)
The Coast est un journal hebdomadaire généraliste et d'investigation, situé à Halifax, en Nouvelle-Écosse, au Canada.

## Distinctions
- 2013, le prix, Top Investigative Awards (Association des journalistes canadiens, Canada)[2]
- 2015, le prix, Excellence in Journalism Award de la Canadian Journalism Foundation, Canada)[3]